# いづも屋百貨店
いづも屋百貨店（いづもやひゃっかてん）は、かつて新潟県上越市にあった日本の百貨店である。

## 歴史・概要
1920年（大正9年）に新潟県高田市(現在の上越市)でいづもや呉服店として創業したのが始まりである。
1927年（昭和2年）にいづも屋百貨店として新潟県下最初の百貨店を開業した。
上越地方を代表する商店街となって高田の銀座と呼ばれた本町3-5丁目で、屋上遊園地や映画館『いづも屋劇場』（1957年（昭和32年）1月1日開場し、1962年（昭和37年）8月28日に廃業）を併設した店舗はその中心的な存在として大いににぎわった。上越地域初のエレベーター（1960年（昭和35年）4月設置）やエスカレーター（1963年（昭和38年）4月設置）を設置し、当時の人々は列をなして驚嘆した。昭和30年代から40年代の盆暮れなどは入場規制がかかるほどの繁盛ぶりであった。
しかし、1974年（昭和49年）11月に長崎屋高田店が本町5丁目に、翌年1975年（昭和50年）7月に大和が本町4丁目に進出して競合が激化した結果、1969年（昭和44年）に建てた新館が大きな負債としてのしかかったため、1976年（昭和51年）8月17日に大手スーパーマーケットのジャスコ（現在のイオン）と業務提携してその傘下に入った。その後も店名は変更せず営業を続けた。
1979年（昭和54年）にジャスコといづも屋百貨店の共同で直江津に計画されたショッピングセンターの核店舗として出店を計画したが地元の反対で申請が取り下げられたため実現せず、従来通り営業を続けた。
だが、1971年（昭和46年）4月29日に高田市と直江津市が対等合併し上越市となり、それに伴う新市庁舎（1976年（昭和51年）4月10日完成）等の公共施設が高田と直江津の中間にある春日山地区に建設されたことなどで徐々に集客力が低下し始めた。またモータリゼーションの進展で駐車場の不足や渋滞などの問題が生じていたため、旧市街地の店舗に見切りをつけて郊外にイヅモヤジャスコを開くことを決めた。この頃には、いづも屋経営陣は一線からほぼ退いていた。1981年（昭和56年）に商業活動調整協議会で認可を受け、スクラップアンドビルドの形で1985年（昭和60年）2月20日にいづも屋百貨店を閉店し、約63年の歴史に終止符を打った。
同年11月22日には郊外の土橋に後継店舗のイヅモヤジャスコ高田店を開業した。その後、1992年（平成4年）の改正大店法施行による大型店の出店規制緩和や北陸自動車道上越インターチェンジに合わせて建設された国道18号上新バイパスなど急激な時代の変化に対応するため、1996年（平成8年）3月に富岡に新たにできた上越ショッピングセンターの核店舗としてジャスコ上越店と店名を改め再びスクラップアンドビルドの形で移転。この時にイヅモヤの商号が消滅し、いづも屋が関係して出店した店舗は消滅した。

## 閉店後の跡地

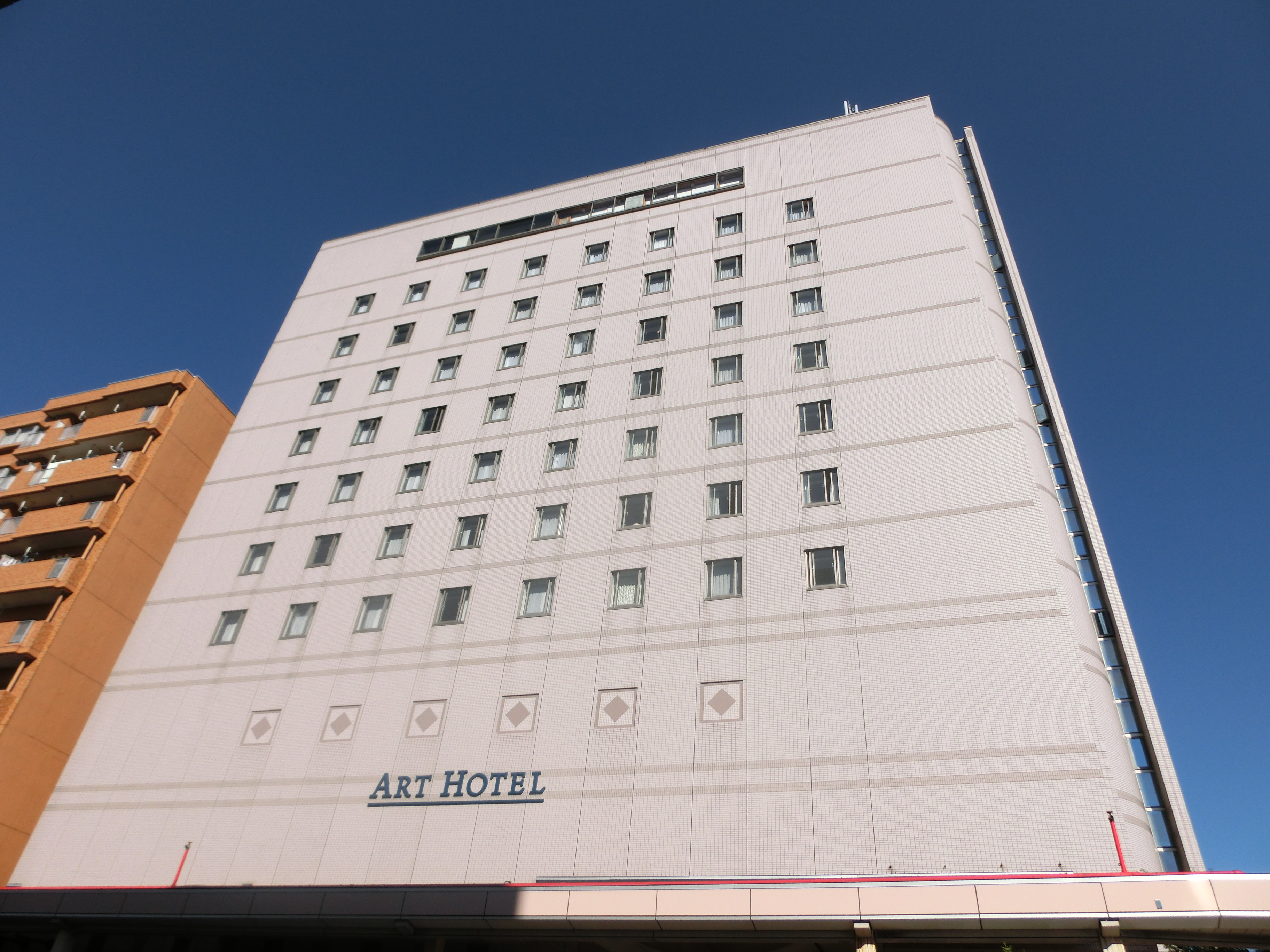
跡地に建つアートホテル

本町の旧店舗は1987年12月に解体作業が実施された。いづも屋百貨店跡はしばらく空き地のまま放置された後、まず西側にダイアパレス高田本町が1991年2月に建設され、その後東側に上越ワシントンホテルが1993年11月にオープンした。ホテルは上越マンテンホテル（1999年～）、ロワジールホテル上越（2007年～）、ホテルラングウッド上越（2014年～）を経てアートホテル上越（2016年～）とオーナーがたびたび変遷している。

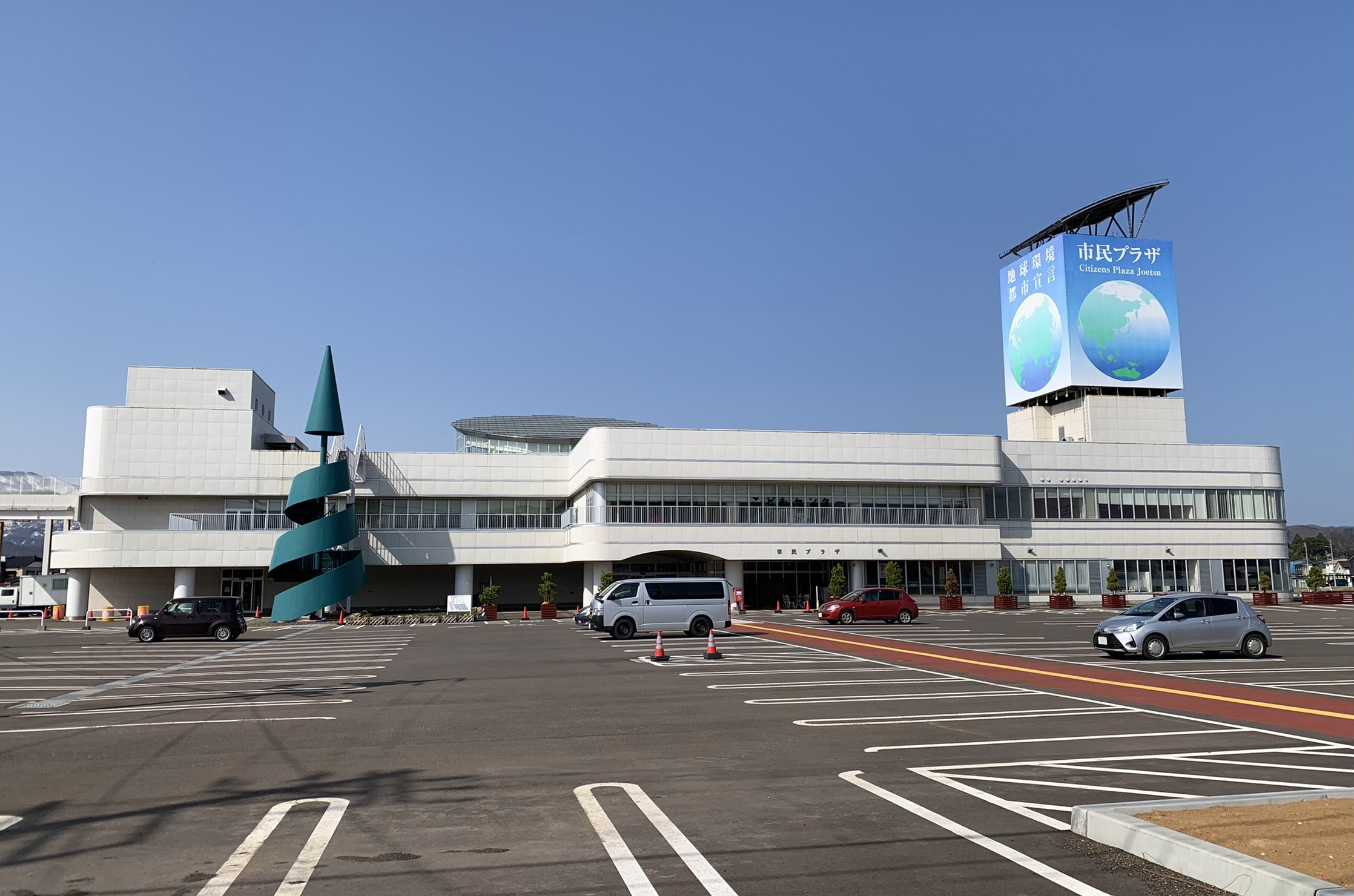
イヅモヤジャスコから転換した上越市市民プラザ（2022年4月）

土橋のイヅモヤジャスコ跡は2001年（平成13年）に上越市市民プラザが開設された。2025年現在もそのまま使用され、内装外装ともにイヅモヤジャスコ当時の面影を残している。